# Jacques-Pascal Virebent
Pour les articles homonymes, voir Virebent.
Jacques-Pascal Virebent, né le 7 avril 1746 à Toulouse et mort le 13 août 1831 dans la même ville, fut l'architecte de la Ville de Toulouse de la fin du règne de Louis XVI au but de celui de Louis-Philippe, ce qui lui permit de concevoir un certain nombre de sites aujourd'hui emblématiques du centre de la ville comme la place Wilson, la place du Capitole ou les boulevards et les allées Jean-Jaurès. Il est aussi le fondateur d'une lignée d'architectes et fabricants d'ornements architecturaux de Toulouse. Il est enterré au cimetière de Terre-Cabade.

## Biographie

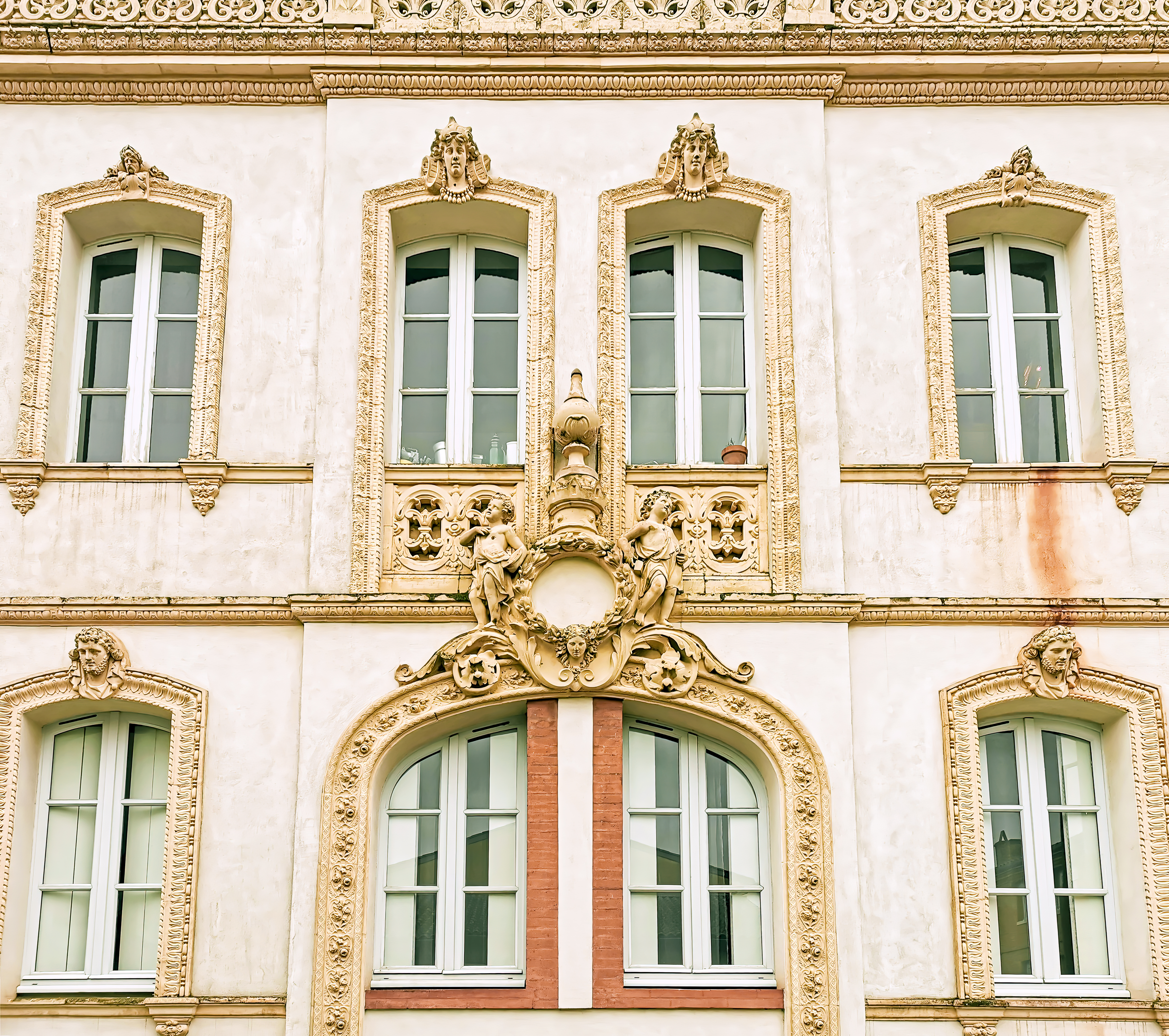
Ornements en terre-cuite Rue de Bornier

Fils de Jean-François Virebent, contrôleur général de la Ville de Toulouse, Jacques-Pascal Virebent étudie comme ses frères (qui deviendront géomètres) les mathématiques puis participe aux cours donnés à l'Académie royale d'architecture de Toulouse, où il est l'élève du chevalier Rivalz (dessin et peinture) et de Labat de Savignac (architecture civile). Il poursuit ses études dans les années 1760 au collège bénédictin de Sorèze dont les méthodes sont alors très novatrices. Puis effectue un voyage en Languedoc et Provence pour "s'approprier les belles formes, l'aspect pittoresque des précieux monuments que notre patrie renferme encore, et les plans, les élévations, les coupes, et surtout les belles aquarelles qu'il rapporta de son voyage (..) fixèrent son goût et donnèrent dans la suite à ses compositions une fermeté, une élégance mâle et sévère, que l'on semblait alors avoir totalement rejetées de l'architecture moderne". Il effectue aussi un séjour à Paris où il travaille sous la direction d'un méridional comme lui, l'architecte François II Franque, à des projets aux Invalides. 

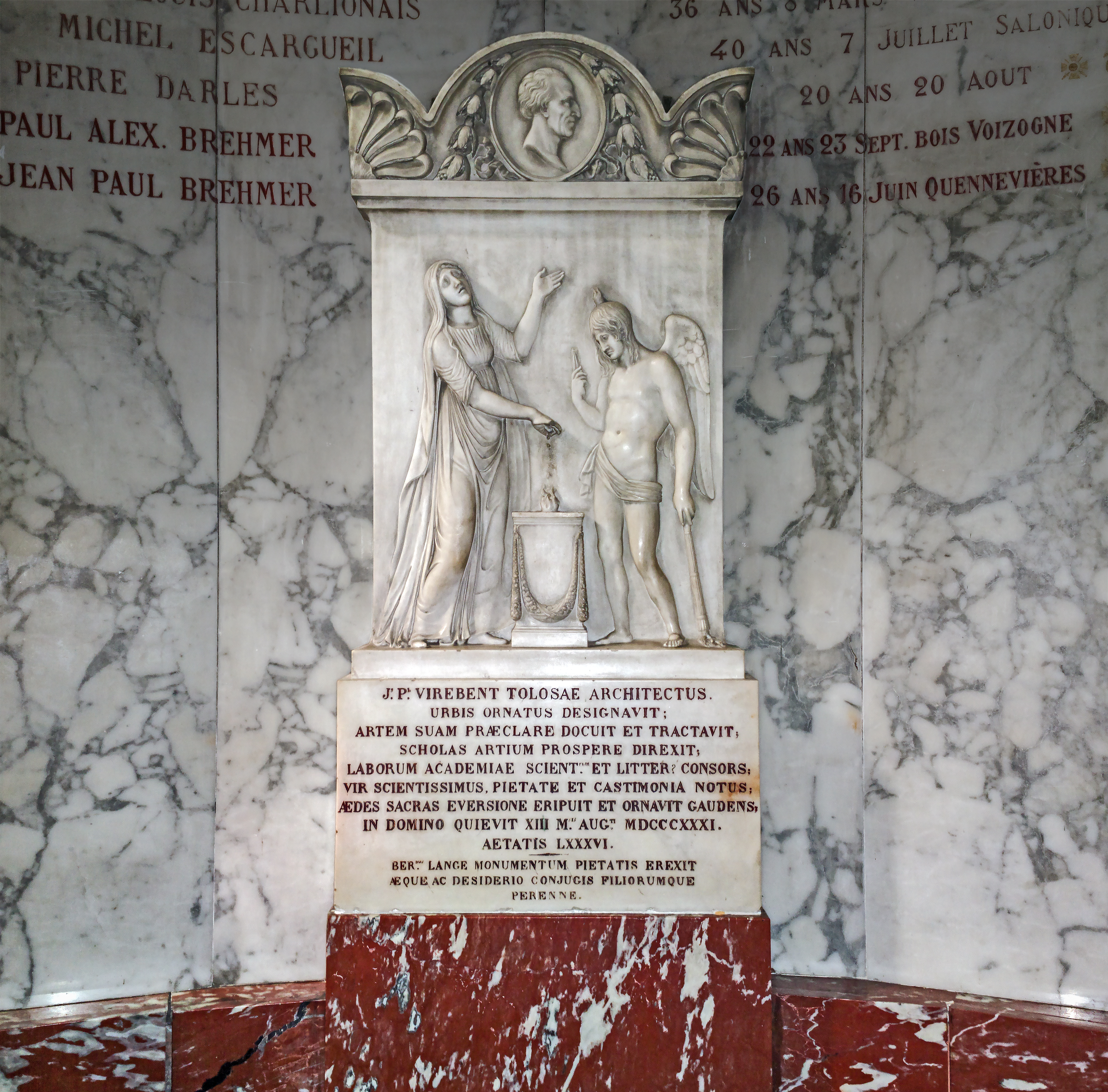
Cénotaphe de Jacques-Pascal Virebent dans l'église Saint-Jérôme.

Revenu à Toulouse à la mort de son père, il y est nommé dès 1782 architecte et ingénieur en chef de la Ville. Un poste qu'il occupera presque cinquante ans jusqu'en 1830, un an avant sa mort, et sous les nombreux régimes politiques qui vont se succéder à partir de 1789. Ce sont ces changements qui vont permettre à Virebent, malgré des moyens limités, de marquer la ville de son empreinte: le très complexe jeu des autorités concurrentes qui paralysait toute décision dans la Toulouse d'ancien régime (le conflit traditionnel entre le Parlement et les Capitouls étant arbitré plus ou moins efficacement par le gouverneur, l'intendant et les États de Languedoc représentés ici par l'archevêque) est simplifié par la centralisation révolutionnaire et napoléonienne qui ne laisse plus sur place qu'un préfet et une municipalité aux ordres. Les nouvelles lois (et surtout la possibilité d'expropriations à partir de 1807) donnent en plus à l'architecte des outils dont n'auraient pas osé rêver les urbanistes qui l'avaient précédé. Tenace et patient, entouré d'un réseau familial solide, il impose son style dans de nombreux lieux emblématiques de la ville.
Pendant la Révolution, il aurait selon Du Mège sauvé un certain nombre de monuments de la destruction: les clochers de la Dalbade et des Jacobins, le couvent des Augustins, la statue d'Henri IV et le buste de Louis XIV (par Marc Arcis) au Capitole. Mais il est aussi responsable (au moins en partie) de la destruction du couvent des Grands Carmes et de sa très particulière église.
De ses cinq fils, deux, Auguste et François furent architectes et leur père comptait bien qu'ils prennent sa suite à la mairie puisqu'ils l'aidaient déjà dans ses fonctions depuis les années 1820. Mais c'est son neveu Urbain Vitry qui lui succéda finalement et les fils Virebent (y-compris les 3 autres frères Victor, Sylvestre et Prosper), qui avaient acheté en 1829 le manoir et le terrain de Launaguet, y fondent une briqueterie où ils vont révolutionner la décoration architecturale grâce à la "plinthotomie", un procédé de moulage céramique permettant de créer des ornements jusqu'alors uniquement réalisables en pierre.

## Œuvres

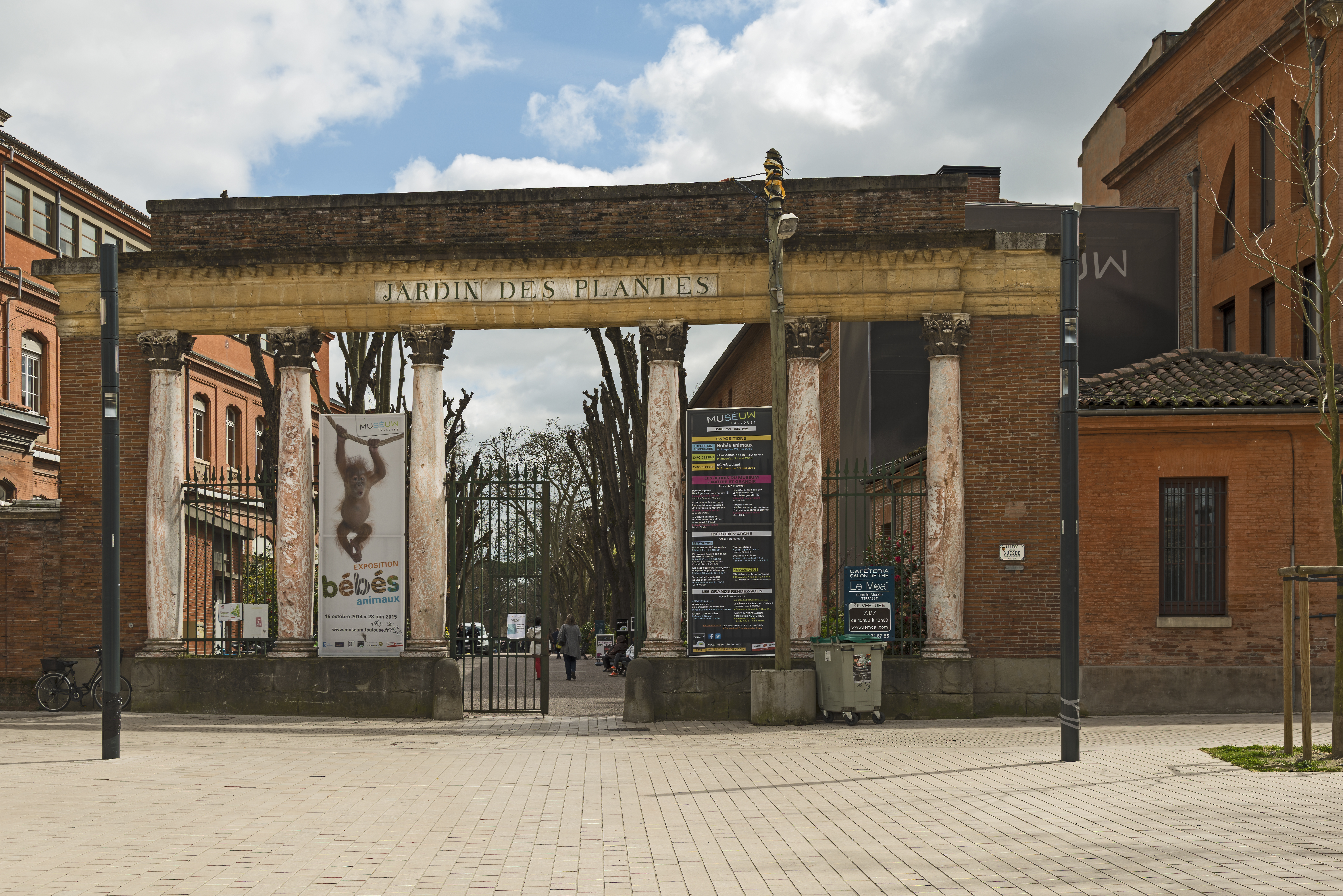
Entrée du jardin des plantes

Héritier des urbanistes toulousains du XVIIIe siècle (Mondran, Garipuy et Saget), Virebent forma et influença la génération qui lui succéda (Vitry, Esquié), contribuant à créer un style particulier à la ville, adaptant avec souplesse les styles en vogue aux constantes locales. Son grand-œuvre fut la construction de la place Villeneuve (actuelle place Wilson) mais il fut aussi le concepteur d'une grande partie des boulevards et des autres places toulousaines.

### Le plan d'alignement
Un premier plan d'alignement des rues de Toulouse, mais à trop grande échelle, avait été réalisé à partir du plan de Saget par l'ingénieur Philippe Gleizes à la fin des années 1770. Virebent pousse l'administration municipale à reprendre le chantier et obtient en 1801 un arrêté stipulant "qu'il importe de fixer d'une manière stable et uniforme la largeur à donner aux rues de cette commune (...) au lieu de l'arbitraire et du hasard auquel ils ont jusqu'ici été abandonnés". L'arrêté fixe les largeurs à atteindre pour les rues principales (10 m), les rues secondaires (8 m) et les petites rues de traverse (6 m). 
L'ingénieur Julien Rivet est chargé de dresser le plan général au 1/1000 en deux ans et demi... mais ne le terminera qu'en 1819 car "il n'est pas aisé de saisir, de combiner, d'accorder, d'arrêter toutes les parties du plan général d'alignement d'une ville, dont la superficie est de 735 ha 90 a 57 ca; qui compte 6500 maisons, 198 îles ou moulons, 330 rues, et 24 places principales". Problème: une instruction ministérielle de 1815 a fixé l'échelle de ces plans au 1/2000... D'où une réduction du plan demandée à Rivet qui livre son travail en 1824. Virebent y fait apposer par son fils Auguste les tracés de ses alignements projetés. Tout est terminé en 1825. Mais on s'aperçoit alors que les plans particuliers des rues ne sont pas au 1/500 exigé par l'instruction de 1815 (mais au 1/125). Virebent doit aller en 1829 à Paris défendre son plan qui est finalement renvoyé par l'administration centrale pour révision: il n'y a pas assez de rues à réaligner et leur largeur est insuffisante. Ces soucis, comme les difficultés du chantier de la place Villeneuve, assombrissent les dernières années de Virebent. Après sa mort, Joseph Vitry (qui avait aidé Rivet sur la première mouture) sera chargé de dresser le plan révisé qui sera finalement ratifié par le roi fin 1842 et restera en vigueur à Toulouse jusqu'aux années 1970.

### Laplace du Capitole

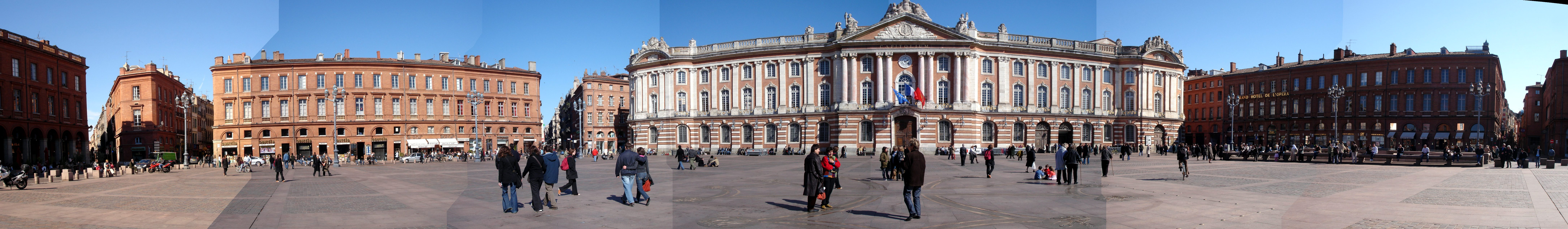
Panorama de la place du Capitole avec, à gauche et à droite du Capitole, les immeubles conçus et édifiés par Jacques-Pascal Virebent.

C'est en 1806 que la mairie demande à Virebent de travailler à ce projet. La place est alors constituée par l'espace laissé libre par la destruction de deux « moulons » (pâtés de maisons) médiévaux au XVIIIe siècle. Il s'agit de créer des façades uniformes à l'ouest, au nord et au sud de la place pour s'harmoniser avec la grande façade du Capitole bâtie par Guillaume Cammas de 1750 à 1759. Virebent s'inspire pour ses dessins du style déjà appliqué à côté place Villeneuve (actuelle place Wilson) et inspiré de celui de l'hôtel de Malte, "la plus belle façade qui existe à Toulouse (...), composée d'après le style des beaux palais d'Italie, ceux-ci en effet présentent partout de grandes lignes, des fonds lisses sur lesquels se détachent sans confusion les membres d'architecture dont ils sont ornés, des croisées d'un profil élégant dont les appuis sont souvent continus et liés, partout une simplicité noble et séduisante".
Les premiers travaux ont lieu de 1809 à 1812 côté sud entre la rue de la Pomme et la rue Saint-Rome. Un grand immeuble (celui de l'actuel café Bibent) remplace les façades anciennes liées à l'ancien collège Saint-Martial (qui servait alors de théâtre).
Une deuxième tranche de travaux se déroule de 1823 à 1835 côté nord où un immeuble semblable est édifié entre les rues de Rémusat et du Taur (ancienne librairie Castela). 
Virebent avait aussi prévu des acrotères en haut des façades qui seront refusés par la municipalité à cause de leur coût. 
Le côté ouest, reconstruit de 1850 à 1852, bien après la mort de Virebent, prend quelques libertés avec le dessin de l'architecte (le plan d'alignement qu'il avait prévu est d'ailleurs modifié pour aligner cette nouvelle façade sur celle du Capitole). Le long bâtiment à arcades conçu par Jean Bonnal est un compromis entre le style Virebent et celui des immeubles de la rue de Rivoli à Paris (architectes Percier et Fontaine).

### La place Villeneuve (place Wilson)

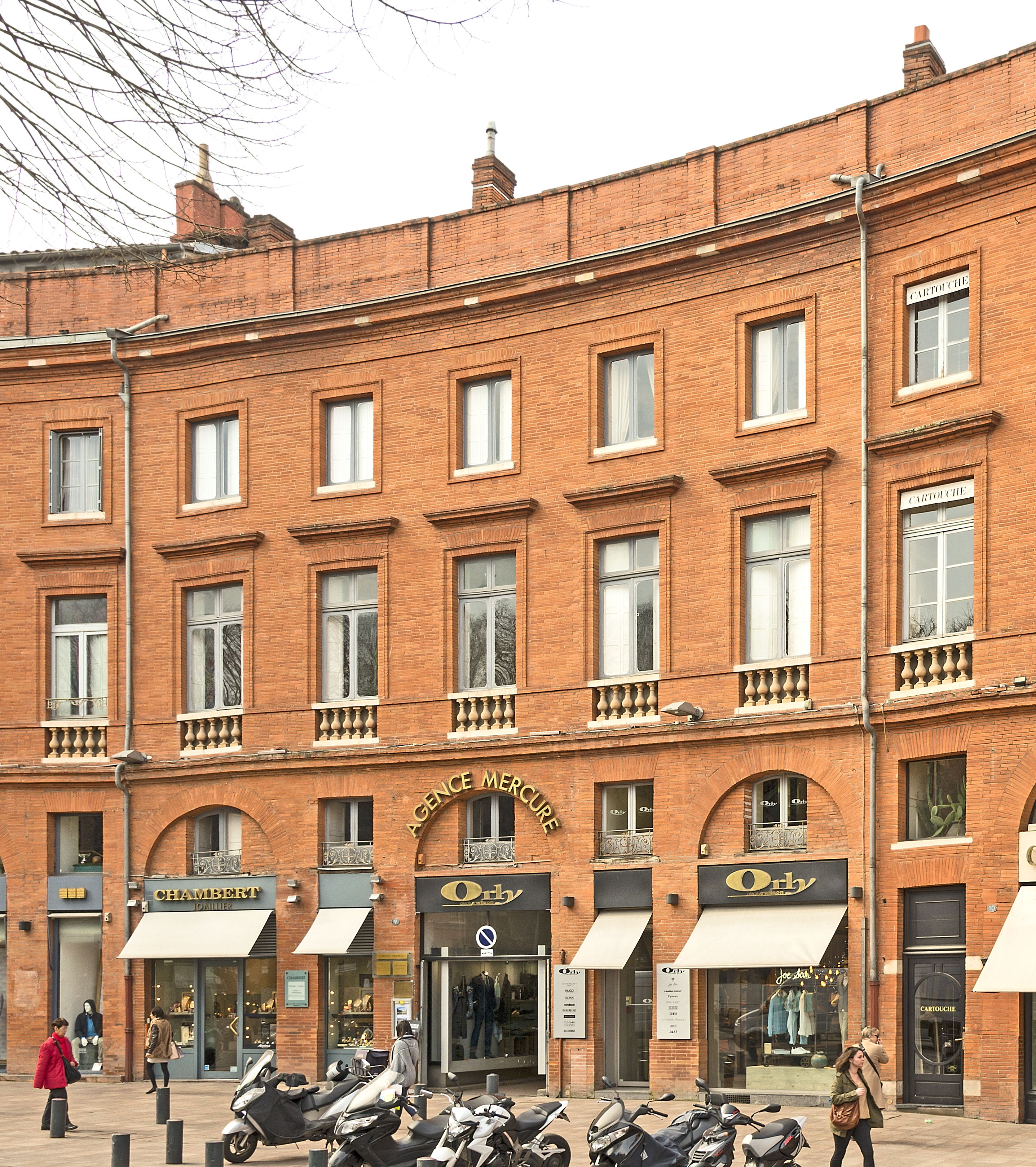
L'un des immeubles de la place Wilson (ex-place Villeneuve, d'Angoulême puis Lafayette).

C'est le chantier le plus long de la période Virebent, celui sans doute auquel il a consacré le plus d'efforts et de passion (son portrait par Roques, juste avant sa mort, le montre tenant le plan de la place) et qu'il ne verra même pas fini. Aujourd'hui, c'est, avec la rue Saint-Antoine du T qui y débouche, le site toulousain qui montre le mieux ses conceptions et sa réussite.
En 1778, les Capitouls, excédés par "les accidents funestes qui mettent en danger la vie des citoyens" causés par les rouliers venant s'acquitter des droits d'entrée en ville dans l'aile nord du Capitole, décident de "faire l'ouverture de la porte dite de Versailles", sans doute l'ancienne porte Villeneuve murée en 1562 après que les protestants l'aient empruntée pour quitter Toulouse à la fin des combats de la "Délivrance". Mais rien n'est fait jusqu'en 1783, quand le jeune Virebent, tout juste nommé architecte de la ville, obtient des Capitouls une délibération ordonnant "de faire ouvrir incessamment l'ancienne porte de Villeneuve en exécutant le devis dressé par le sieur Virebent, directeur des travaux publics". L'ouverture prévue dans la muraille est de 23 toises (45 mètres). Virebent fait aussi réaliser une maquette de ce premier projet: une double place "intérieure" et "extérieure" (comme celle que Saget vient de réaliser à Saint-Cyprien) avec au milieu une porte monumentale. La muraille est ouverte la même année mais rien n'avance vraiment, sans doute pour raisons financières, jusqu'à fin 1788 (la disette avait donné l'idée à la municipalité de faire faire l'ouvrage par des ateliers de charité) où Virebent réalise un nouveau plan sans doute très proche du projet initial et prévoyant déjà une promenade partant en ligne droite vers le Canal du Midi.
Les travaux commencent mais les troubles de la Révolution aussi, qui y mettent vite fin. En 1797, la municipalité constate son impuissance: "Les ci-devant Capitouls, voulant donner aux routes de Paris et du Rouergue un accès digne de l'importance de cette cité et de leurs communications, projetèrent la construction de la porte Villeneuve; les ressources que la ville possédait alors et l'espérance d'être aidé par la ci-devant Province, contribuèrent à orner cette entrée projetée d'une place extérieure et d'une plus vaste à l'intérieur, qui devait comprendre tout le terrain qui y est vacant; le déblaiement fut commencé mais les moyens n'ayant pas permis d'en continuer l'exécution, cette place est devenue le réceptacle des immondices des quartiers voisins et peut servir de repaire aux gens mal intentionnés; la commune, aujourd'hui sans ressources étrangères et dont les seuls revenus consistent dans le produit des charges locales, ne peut se dissimuler que l'exécution du plan dont il est question devient dans cette circonstance inexécutable". Un projet réduit, limité à la place intérieure, est approuvé par le Directoire en 1798 et concédé en échange du terrain à un certain citoyen Delmas qui ne fait rien et a même totalement disparu de la circulation en 1800.
Virebent va profiter du projet de destruction des remparts (et du plan d'alignement qui vient d'être décidé) pour relancer son projet. En 1805, il écrit au maire: "Il suffit de réfléchir sur un projet dressé et avoir le désir de le perfectionner pour trouver quelque changement à y faire. Le projet de la porte et de la place Villeneuve est dans le cas. En méditant de nouveau, j'ai pensé qu'il convenait de porter le diamètre de cette place à 94 m au lieu de 74. Elle sera plus vaste et plus agréable". Plus de rempart, donc plus de porte monumentale mais une fine barrière au milieu d'un grand ovale ouvrant sur la grande allée conçue dès avant la Révolution. Le projet est approuvé par le préfet en 1806 et près de 300 m de murailles sont finalement détruits pour bâtir les nouveaux "moulons" côté "intérieur". On en est là quand finit l'Empire mais Virebent réussit à convaincre la nouvelle municipalité de reprendre les travaux dès 1817. Les derniers immeubles de l'ovale ne seront achevés qu'en 1834, trois ans après sa mort. À noter que les décorations prévues par l'architecte en haut de ses immeubles ont, tout comme place du Capitole, été refusées par la municipalité par souci d'économie. C'est l'un des motifs qui pousseront les fils Virebent à se lancer dans la fabrication de décorations architecturales à bas prix.

### La place des Carmes
La municipalité avait un projet de promenade à cet emplacement depuis 1803 mais il semble que ce soit le projet de fontaine en l'honneur de Napoléon (commandé par deux députés toulousains au sculpteur parisien Jean-Baptiste Stouf) qui ait débloqué les choses du côté de l'État. Un décret du 25 janvier 1807 autorise la construction d'une fontaine en centre ville grâce à l'argent du legs Laganne, une commission où figure Virebent élabore un projet complet à l'emplacement de l'ex-couvent des Grands Carmes alors propriété de l'État et le 21 avril suivant, le préfet enjoint au maire d'acheter le terrain. Celui-ci ne se fait pas prier: l'ensemble du moulon est aussitôt racheté et rasé (avec la magnifique église des Grands Carmes) dans la foulée. La forme rectangulaire du moulon crée une vaste place sur laquelle s'installe à partir de 1813 le marché aux herbes jusque-là à l'étroit place Rouaix. La veuve Laganne étant toujours en vie, le projet de fontaine est remis à plus tard mais se transforme avec le retour des Bourbons en 1815 en statue de Henri IV. Virebent fait même édifier un monument provisoire en bois peint à l'occasion de la visite de la duchesse d'Angoulême (la place a pour l'occasion été rebaptisée "place Bourbon") le 2 septembre 1815. L'affectation des fonds du legs Laganne à la construction du château d'eau force à élaborer un nouveau projet plus modeste pour lequel Virebent fait concourir son fils Auguste mais le projet choisi est celui du sculpteur parisien Thierri, finalement abandonné par la municipalité en 1827. Un simple bassin avec jet d'eau sera finalement aménagé provisoirement.

### Les boulevards et les allées d'Angoulême (Jean Jaurès)
Les murailles de Toulouse avaient déjà été rasées côté Saint-Cyprien par les travaux de Saget en 1775 et remplacées par une barrière d'octroi. Une décision facilitée à l'époque par un arrêté royal  accordant la propriété des murailles à la ville et qui permit aussi le premier percement au niveau de la future place Villeneuve en 1783. Mais la Révolution semble rendre les remparts à l'État  et la guerre dans les Pyrénées rend difficile toute nouvelle destruction. Toulouse obtient finalement confirmation de la propriété de ses murailles avec le généreux décret napoléonien du 27 juillet 1808 et Virebent peut enfin espérer voir appliquer l'une des principales préconisations de son plan d'alignement en chantier: la destruction des murailles de la porte Saint-Étienne à la porte Arnaud Bernard pour créer un vaste boulevard dans la continuité des larges allées créées en 1750 par Mondran et Garipuy.
La paix acquise en 1815, les travaux de démolition peuvent commencer dès 1816, d'autant que la barrière d'octroi a été repoussée au Canal du Midi. En 1818, la muraille entre les Pénitents Noirs et la place Villeneuve est rasée, les fossés comblés, le boulevard Saint-Aubin tracé. Coup d'arrêt début 1819 lorsque le ministre de la Guerre, à cause de la "position géographique" et du "rôle militaire" de Toulouse, exige "de suspendre la démolition de l'enceinte" . Ce n'est qu'en 1825 que la municipalité obtient la "jouissance libre et définitive" de la muraille depuis la porte Matabiau (actuelle place Jeanne d'Arc) jusqu'à la Garonne en amont . La mairie est pressée: les travaux de démolition commencent tout début 1826 pour le rempart allant de la place d'Angoulême (ex-place Villeneuve) à la porte Arnaud Bernard (le ministère de la Guerre fait vite arrêter les démolitions côté Arnaud Bernard, non concerné par la transaction de 1825 mais le roi les autorisera finalement en 1829). 
Les allées d'Angoulême, projetées par Virebent depuis au moins 1789, ont elles été créées entre 1821 et 1825, les expropriations ayant été votées en mairie dès 1817. Virebent augmente leur largeur initiale de 26 à 40 puis 60 mètres dans leur partie au-delà du boulevard.

### La place de la Trinité
C'est en 1820 que Virebent obtient de la municipalité que soit rasé le moulon où se trouvait jusqu'à la Révolution la maison des religieux de la Trinité (installés là au XIVe siècle). Le but est de créer une place avec fontaine (les travaux du Château d'eau vont être lancés l'année suivante) et d'élargir un carrefour très encombré entre la place du Pont-Neuf et la porte Saint-Etienne d'un côté, la place du Capitole et celle du Salin de l'autre. Résultat, une place triangulaire. En 1824, la municipalité lance un concours pour la fontaine; 45 projets sont envoyés dont un de Jean-Antoine Raynaud (l'architecte du Château d'eau), deux de Vitry et un d'Auguste Virebent, fils de l'architecte de la Ville. La commission sélectionne les deux de Vitry et celui du jeune Virebent qui, comme pour la place des Carmes et celle d'Angoulême, est rejeté par le Conseil municipal alors en froid avec le vieil architecte qui cherche à imposer son fils pour lui succéder. C'est donc l'un des projets de Vitry (tout de même neveu de Virebent) qui est choisi et, légèrement modifié (les sirènes devaient être en marbre), est inauguré en 1826.